# SS Ercolanese 1924
La F.C. Ercolanese 1924, comunemente nota come Ercolanese, è una società calcistica italiana con sede nella città di Ercolano. Raccoglie l'eredità sportiva della Società Sportiva Ercolanese, club che annovera nella sua storia diverse partecipazioni a campionati di Serie C e D.

## Storia
La S.S. Ercolanese nacque il 10 giugno 1924 come prima squadra di calcio ercolanese.
La fondazione fu dovuta a un manipolo di tifosi e appassionati di calcio ercolanesi, capeggiati dai fratelli Calzerano. La prima fase della neonata squadra granata, quella che va dal 1925 al 1943, fu molto soddisfacente per la tifoseria: fino al periodo prebellico, la squadra partecipò alla Promozione regionale, ottenendo ottimi risultati.
Negli anni Ottanta, la squadra militò a lungo in serie C2 e lo stadio "Raffaele Solaro" ospitò, tra le altre formazioni rivali, compagini come Palermo, Reggina, Catania, Crotone, Frosinone e Benevento.
Calciatori professionisti quali Ciro Pezzella, Salvatore Matrecano, Antonio Langella e Jone Spartano iniziarono la loro carriera giocando nell'Ercolano.

L'Ercolanese della stagione 1980-81 in Serie D, conclusa con il primo posto e la promozione in Serie C2.

 Nel corso della sua storia recente, a seguito dei numerosi avvicendamenti alla guida della società, l'Ercolanese è stata più volte costretta a cambi di denominazione, legati all'acquisto e alla cessione dei titoli sportivi. Il tutto ebbe inizio nella stagione di Serie D 2003-04, al termine della quale si classificò al tredicesimo posto, vincendo i conseguenti spareggi salvezza. Crisi societarie costrinsero, tuttavia, l'allora presidente Vincenzo Suarino a scambiare il titolo sportivo di Serie D con quello di Eccellenza degli storici rivali della Turris, all'epoca denominata Gaudianum Torrese. Nella stagione di Eccellenza 2004-2005, quindi, la quadra assunse la denominazione temporanea di Gaudianum Ercolanese, poi quella di Onlus Ercolanese. Al termine della stagione 2007-2008 l'Onlus Ercolanese, classificatasi al quattordicesimo posto, retrocesse nel campionato di Promozione dopo aver perso i playout contro il Calcio Riop di San Giuseppe Vesuviano ma, acquisendone il titolo, si iscrisse nuovamente al campionato di Eccellenza 2008-09 con il nome Riop Ercolanese. Nel corso della stagione seguente cambiò ancora denominazione in Rita Ercolano, assunta fino al termine dell'annata calcistica 2010-2011.
Nella stagione successiva, dopo un'ottima partenza con Vincenzo Onorato in panchina, la squadra, pur continuando a esprimere un bel calcio, non riuscì a ottenere i punti necessari per la salvezza. Nel gennaio 2011, il responsabile dell'area tecnica Salvatore Righi lasciò la società, portando con sé molti giovani calciatori, tesserati con la scuola calcio "Mariano Keller". Stessa sorte per mister Onorato, sostituito in panchina da Alberto Savino prima e Paolo Langella poi, che non riusciranno ad evitare la retrocessione della squadra in Promozione.
Al termine della stagione 2011-2012, il titolo sportivo fu ceduto all'A.S. Calcio Uomo Nuovo. Gaetano Battiloro rilevò così il titolo sportivo del San Sebastiano, appena retrocesso in Promozione, cambiandogli denominazione in A.S.D. Granata 1924. Il 25 luglio 2012, però, coloro che con Battiloro avevano portato il titolo del San Sebastiano ad Ercolano acquistarono il titolo sportivo d'Eccellenza del Città di Pompei, iscrivendosi per la stagione 2012-13 al massimo campionato regionale e mantenendo la denominazione "ASD Città di Pompei" con la promessa di cambiare ancora nome l'anno successivo in ASD Ercolano 1924..
Ottenuta la salvezza sul campo nella stagione 2012-2013, il titolo del "Città Di Pompei" fu tuttavia ceduto al Giugliano. La società A.S.D. Atletico Vesuvio si spostò contestualmente da San Giorgio a Cremano a Ercolano, assumendo la denominazione ufficiosa di A.S.D. Atletico Vesuvio Herculaneum e consentendo alla città di essere ancora calcisticamente rappresentata da una compagine sportiva. Con la vittoria del girone B di Promozione, nella stagione 2013-14 la società guadagnò la promozione in Eccellenza e dalla stagione 2014-15 cambiò ufficialmente denominazione in A.S.D. A.V. Herculaneum 1924.
Il 19 marzo 2016 la squadra vinse il campionato di Eccellenza Campania con 4 turni di anticipo, festeggiando così il ritorno in Serie D dopo 12 anni.
Il 2 luglio 2016 la società ufficializzò la fusione con l'A.S.D. Real Ercolano, squadra militante in seconda categoria.
L'anno seguente, per festeggiare la salvezza ottenuta in serie D, la società granata optò per il cambio denominazione in A.V. Ercolanese 1924, particolarmente gradita ai tifosi. Nell'estate del 2018 il sodalizio cedette il titolo sportivo al Savoia.
Nello stesso anno la Frattese, militante in Serie D, si spostò a Ercolano, cambiando provvisoriamente ragione sociale in S.S.C.D. Granata 1924, impossibilitata ad assumere una denominazione più consona per questioni burocratiche. Poco prima del termine dello stesso anno, però, lasciò Ercolano, disputando le proprie gare casalinghe allo stadio Alberto Vallefuoco di Mugnano ed eliminando il logo storico dalle maglie, cedendo successivamente il titolo sportivo alla Nuova Napoli Nord. Nel 2019 l'A.S.D. Ponticelli, società di Promozione, si spostò nella città degli scavi, assumendo la denominazione A.S.D. Sporting Ercolano. Nel 2021 cambiò proprietà e denominazione in A.S.D. Sporting Club Ercolanese, adottando il logo S.S. Ercolanese 1924, e nel 2023 in A.S.D. SS Ercolanese 1924, tornando alla storica denominazione che mancava dal fallimento del 1988. Dopo tre stagioni, nell'estate del 2024 il titolo sportivo fu ceduto al Sant'Anastasia, e contestualmente una cordata di imprenditori costituì l'A.S.D. Football Club Ercolanese, iscrivendo la squadra al campionato di Eccellenza tramite acquisizione del titolo sportivo della Mariglianese.

## Colori e simboli

### Colori
Il colore predominante della divisa dell'Ercolanese è il granata.

## Strutture

### Stadio
L'Ercolanese si allena e gioca le partite casalinghe allo stadio comunale "Raffaele Solaro" di Ercolano. Lo stadio si trova nella zona residenziale della città vesuviana ed è facilmente raggiungibile con i mezzi pubblici: la stazione Miglio d'Oro della linea ferroviaria Napoli-Torre Annunziata-Poggiomarino dista circa 250 metri dallo stadio.

## Società

### Sponsor
| Cronologia degli sponsor tecnici - Givova (2013-2014) - Devis (2014-2015) - Givova (2015-2017) - Kappa (2017-2018) - Givova (2021-2022) - EVOL (2022-2023) - Legea (2023-2024) | Cronologia degli sponsor ufficiali - Renato Mazzamauro (2013-2018) - R&S Ponteggi (2021-2024) |

## Allenatori e presidenti
- 1924-1946 ...
- 1946-1947  Ruggero Zanolla
- 1947-1952  Alfonso Negro
- 1952-1955 ...
- 1955-1956  Giuseppe Ciaccio
- 1956-1957  Aldo Querci
- 1957-1958  Gino Ferrara
 Aldo Querci
- 1958-1965 ...
- 1965-1966  Biagio Chiariello
- 1966-1969 ...
- 1969-1970  Agostino Amante
- 1970-1977 ...
- 1977-1978  Benito Montalto
- 1978-1979  Antonio Giglio Cobuzio
- 1979-1980  Alfredo Ballarò
- 1980-1981  Primo Ravaglia
 Michele Abbandonato
- 1981-1982  Michele Abbandonato
 Mario Schettino
- 1982-1983  Enrico Crescenzo
 Eugenio Fantini
- 1983-1984  Eugenio Fantini
- 1984-1986  Giancarlo Carloni
- 1986-1987  Mario Schettino
 Giancarlo Carloni
- 1987-1988  Giancarlo Carloni
 Graziano Landoni
- 1988-1989 ...
- 1989-1990  Giovanni Formicola
- 1990-1991  Giovanni Formicola
- 1991-1992  Franco Fabiano (1ª-12ª)
 Tommaso Allegro (13ª-34ª)
- 1992-1996 ...
- 1996-1997  Nello Salvetti
- 1997-1998 ...
- 1998-2001  Raffaele Di Pasquale
- 2001-2003 ...
- 2003-2004  Salvatore Amura (1ª-13ª)
 Gaetano Musella (14ª-23ª)
 Salvatore Amura (23ª-34ª)
- 2004-2005  Mario Rosano (1ª-3ª)
 Antonio Sorano (4ª-11ª)
 Mario Rosano (12ª-30ª)
- 2005-2006  Mauro Agovino (1ª-7ª)
 Francesco Fabiano (8ª-?)
 Mauro Agovino (?-30ª)
- 2006-2007  Antonio Cinquegrana (1ª-3ª)
 Salvatore Buoncammino (4ª-9ª)
 Francesco Ambrosino (10ª-30ª)
- 2007-2008  Pierfrancesco Ulivi
- 2008-2009  Pierfrancesco Ulivi
 Giuseppe Capaccione
 Enzo Ruggiero e  Edoardo Schettini
 Pasquale Lucignano
 Pierfrancesco Ulivi
 Pasquale Lucignano
- 2009-2010  Pierfrancesco Ulivi (1ª-7ª)
 Mauro Agovino (8ª-10ª)
 Pierfrancesco Ulivi (11ª-28ª)
- 2010-2011  Vincenzo Onorato (1ª-18ª)
 Ciro Sannino (19ª)
 Alberto Savino (20ª-23ª)
 Paolo Langella (24ª-30ª)
- 2011-2012  Ciro Mottola
- 2012-2013  Giuseppe Perna
 Gennaro Monaco
 Pasquale Lucignano
 Gioia
- 2013-2015  Pierfrancesco Ulivi
- 2015-2016  Pasquale Vitter (lug.-sett.)
 Luigi Squillante
- 2016-2017  Rosario Campana
- 2017-2018  Luigi Squillante
- 2021-2022  Carlo Ignudi
- 2022-2023  Salvatore Ambrosino (1ª-18ª)
 Luigi Squillante  (19ª-34ª)
- 2023-2024  Antonio De Stefano (1ª-2ª)
 Roberto Carannante (3ª-11ª)
 Luigi Squillante (12ª-34ª)

- 1924-194? ...
- 194?-195?  Raffaele Solaro
- 1952-1957  Alfonso Negro
- 1957-1978 ...
- 1978-1984  Gaetano Madonna
- 1984-1987  Salvatore Del Prete
- 1987-1988  Gennaro Auriemma
- 1988-2002 ...
- 2002-2004  Giovanni Russo
- 2004-2006  Giovanni Russo
- 2006-2009  Gaetano Battiloro, Ascione, Sannino
- 2009-2011  Giovanni Iuliano
- 2011-2012  Emiliano Brullino
 Giuseppe Vivese
- 2012-2013  Luca Borrelli
 Ignazio Simioli
- 2013-2018  Francesco Annunziata
- 2021-2024  Umberto Raiano

## Palmarès

### Competizioni interregionali
- Serie D: 1

1980-1981

### Competizioni regionali
- Seconda Categoria: 1

1965-1966
- Promozione: 3

1977-1978, 1989-1990, 2013-2014 (girone B)
- Eccellenza: 3

1999-2000, 2002-2003, 2015-2016
- Coppa Italia Dilettanti Campania: 1

1999-2000

### Altri piazzamenti
- Serie C2:

Terzo posto: 1983-1984 (girone D)
- Eccellenza:

Terzo posto: 1997-1998 (girone A), 2014-2015 (girone A)
- Coppa Italia Dilettanti:

Semifinalista: 1999-2000
- Coppa Italia Dilettanti Campania:

Finalista: 2002-2003
Semifinalista: 2001-2002, 2014-2015

## Statistiche e record

### Partecipazione ai campionati
| Livello | Categoria                                     | Partecipazioni | Debutto   | Ultima stagione | Totale |
| ------- | --------------------------------------------- | -------------- | --------- | --------------- | ------ |
| 3º      | Serie C                                       | 3              | 1945-1946 | 1947-1948       | 3      |
| 4º      | Promozione                                    | 3              | 1948-1949 | 1950-1951       | 13     |
| 4º      | IV Serie                                      | 1              | 1956-1957 | 1956-1957       | 13     |
| 4º      | Serie C2                                      | 7              | 1981-1982 | 1987-1988       | 13     |
| 4º      | Serie D                                       | 2              | 2016-2017 | 2017-2018       | 13     |
| 5º      | Campionato Interregionale - Seconda Categoria | 1              | 1957-1958 | 1957-1958       | 10     |
| 5º      | Serie D                                       | 7              | 1978-1979 | 2018-2019       | 10     |
| 5º      | Campionato Interregionale                     | 2              | 1990-1991 | 1991-1992       | 10     |

### Partecipazione ai campionati regionali
| Livello | Categoria         | Partecipazioni | Debutto   | Ultima stagione | Totale |
| ------- | ----------------- | -------------- | --------- | --------------- | ------ |
| I       | Eccellenza        | 23             | 1992-1993 | 2023-2024       | 30     |
| I       | Prima Categoria   | 7              | 1959-1960 | 1974-1975       | 30     |
| II      | Promozione        | 15             | 1967-1968 | 2021-2022       | 15     |
| IV      | Seconda Categoria | 1              | 1964-1965 | 1964-1965       | 1      |

## Tifoseria

### Storia
Il principale gruppo ultras attivo è la Brigata Vesuviana, costituita nel 1997, a cui si aggiunge l'Opposta Fazione, nata invece nel 1996. Tra i gruppi del passato si ricordano invece l'Avanguardia granata, che è stata il traino negli anni Ottanta, e i Fedayn.

### Gemellaggi e rivalità
Gemellaggi
- Boys Caivanese[18] (2001)

Amicizie
- Aversa Normanna[19]
- Giugliano[19]
- Gela
- Gravina[19] (2016)
- Palermo[20] (1988)
- Torino[21][22][23] (2017)
- Afragolese

Rivalità
- Casertana[24]
- Frattese
- Nola[5]
- Portici[25]
- Ischia
- Turris[26]